# The Harrow & The Harvest
The Harrow & The Harvest è il quinto album in studio della cantautrice statunitense Gillian Welch, pubblicato nel 2011.

## Tracce
Testi e musiche di Gillian Welch e David Rawlings.
1. Scarlet Town – 3:38
2. Dark Turn of Mind – 4:07
3. The Way It Will Be – 4:47
4. The Way It Goes – 4:01
5. Tennessee – 6:35
6. Down Along the Dixie Line – 4:49
7. Six White Horses – 3:38
8. Hard Times – 4:52
9. Silver Dagger – 3:23
10. The Way the Whole Thing Ends – 6:11